# Schoenorchis secundiflora
Schoenorchis secundiflora là một loài thực vật có hoa trong họ Lan. Loài này được (Ridl.) J.J.Sm. miêu tả khoa học đầu tiên năm 1912.